# Triaenodes borealis
Triaenodes borealis är en nattsländeart som beskrevs av Banks 1900. Triaenodes borealis ingår i släktet Triaenodes och familjen långhornssländor. Inga underarter finns listade i Catalogue of Life.